# Светислав Долашевић
Светислав Долашевић (Призрен, 6. март 1926 — 10. октобар 1995) био је учесник Народноослободилачке борбе и друштвено-политички радник САП Косова.

## Биографија
Рођен је 6. марта 1926. у Призрену. 
Од 1944. је учествовао у Народноослободилачком рату, а 1945. је примљен у чланство Комунистичке партије Југославије (КПЈ).
Након рата је дуго био на раду у Обласном, а потом Покрајинском већу Савеза синдиката Србије за Косово и Метохију.
Крајем 1970-их налазио се на дужности покрајинског секретара за унутрашње послове, а пре тога начелника Секретаријата унутрашњих послова у Приштини. 
У периоду од марта 1984. до марта 1985. налазио се на дужности секретара Покрајинског комитета Савеза комуниста Косова, а од маја 1986. до маја 1988. председника Скупштине Социјалистичке Аутономне Покрајине Косово.
На Тринаестом конгресу Савеза комуниста Југославије, 1986. био је изабран за члана Централног комитета Савеза комуниста Југославије, а био је и члан Централног комитета Савеза комуниста Србије. Смењен је у току „антибирократске револуције” на Косову, новембра 1988. године. На Двадесетој седници ЦК СКЈ, фебруара 1989. заједно са Аземом Власијем је искључен из чланства ЦК СКЈ.